# Burhou

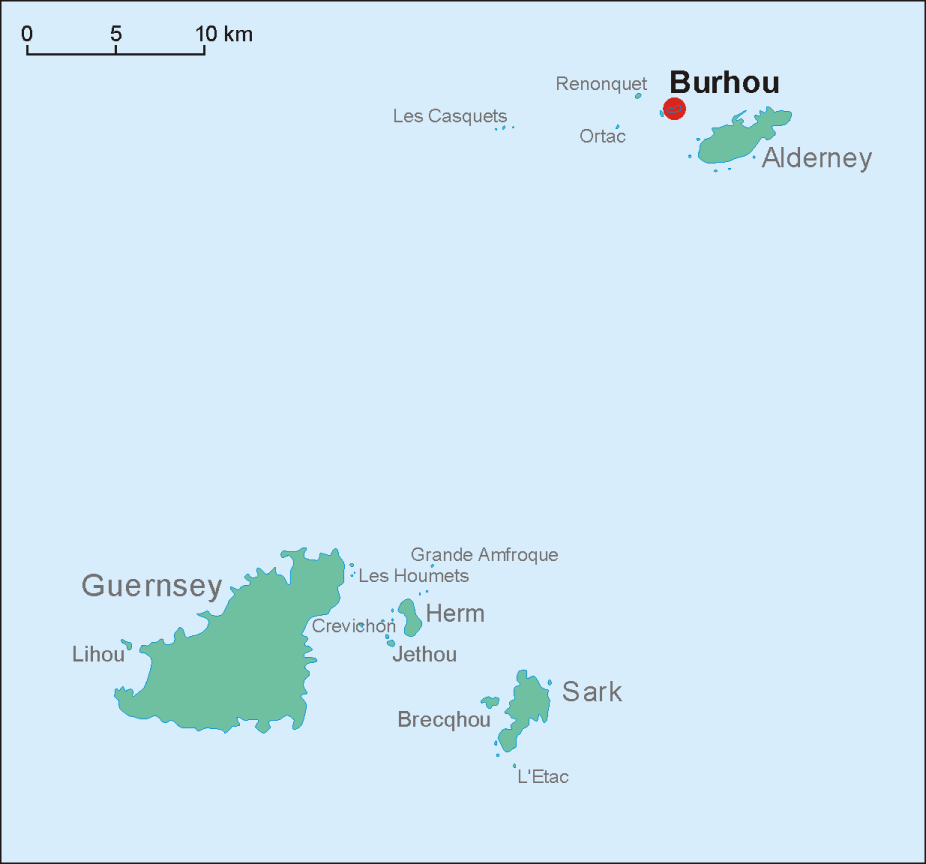
Burhou es el noroeste de Alderney.

Burhou es una pequeña isla de aproximadamente 1,4 millas (2,25 km) al noroeste de Alderney que forma parte de las Islas del Canal. No tiene residentes permanentes, y es un reserva natural de aves, por lo que el aterrizaje en la misma está prohibido del 15 de marzo al 27 de julio. La fauna de la isla incluye una colonia de frailecillos (que esta disminuyendo) y un gran número de conejos.
No tiene embarcadero como tal, pero los visitantes utilizan una pequeña ensenada. En condiciones de mal tiempo puede ser imposible llegar a tierra.
El botánico de Guernsey E.D. Marquand la llamó, "la más desolada y solitaria de todas las islas en nuestro archipiélago". Tuvo que pasar la noche allí, ya que su viaje de regreso fue retrasado por la niebla.
El libro de 1906, los Estados piloto de los canales-
"Entre Ortac , Tête Verte y la isla de Burhou, se encuentran dispersas muchas rocas peligrosas y salientes entre los que los ríos van a gran velocidad. "
Los miembros de Estados de Alderney, así como John Beaman tienen la responsabilidad política sobre la isla.

## Historia

### Prehistoria

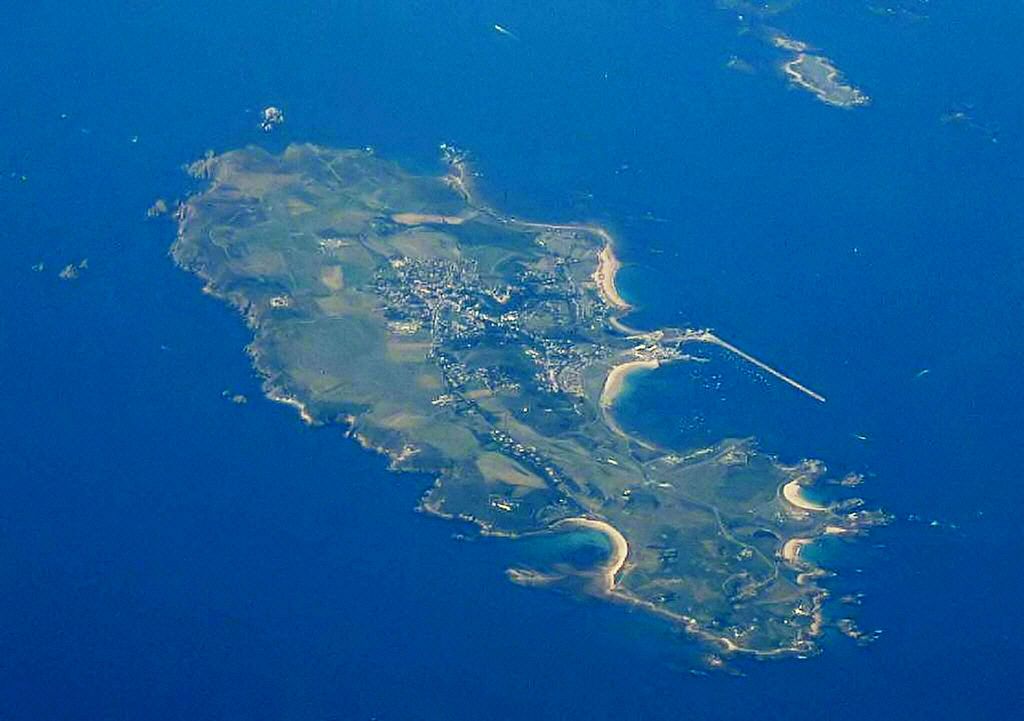
Vista aérea de Alderney (centro) y Burhou (superior derecha), el Swinge se encuentra entre ellos

A pesar de ser aislada, y habitada brevemente y con poca frecuencia, Burhou tiene una larga historia. Anteriormente, como el resto del canal de la Mancha se habría vinculado a la actual Inglaterra y Francia por tierras secas, muchos miles de años atrás.
Burhou, como muchas otras islas del canal (por ejemplo, Lihou, Jethou), tiene el sufijo de Norman -hou, lo que significa una pequeña isla, en el nórdico antiguo holmr. Según el Dr. S.K. Kellet-Smith, "fresa" se refiere a un espacio de almacenamiento - "Burhou es el lugar donde un pescador colocaría un depositario para su arte".
Sin embargo, signos de ocupación humana/visitas son mucho más antiguos. Se ha encontrado en la isla sílex, y uno está actualmente en el Museo de Alderney. En 1847, Football Club Lukis encontró dos piedras en pie.

### Ocupación
Según fuentes del siglo XIV, Burhou era una madriguera de conejos y un refugio para los pescadores. Como Victor Coysh deduce, esto habría significado que habría habido algún tipo de refugio allí, ya que sería difícil para los pescadores refugiarse sin él.
En 1820 se construyó una cabaña en la isla como refugio para pescadores y marineros a instancias de John Le Mesurier (gobernador heredero de Alderney), pero fue destruida durante la ocupación alemana de las Islas del Canal (la Wehrmacht la utilizó para prácticas de tiro durante la Segunda Guerra Mundial). La cabaña fue reemplazada en 1953, con alojamiento básico que es alquilado a los visitantes por la Oficina del Puerto de Alderney.
Periódicamente se han hecho intentos de criar ovejas allí. En 1900, una pareja francesa vivió allí durante un año. El suelo es delgado, y el rocio con frecuencia va directamente sobre la isla, asegurando una alta salinidad del suelo. La isla no tiene suministro de agua dulce durante gran parte del año, y tiene que depender de los envíos, o antes de los tanques.

## Flora y fauna
Los animales de la isla son principalmente aves, aunque durante mucho tiempo se establecieron conejos aquí. La isla tiene muchos frailecillos y algunos hidrobátidos, aunque estos últimos han disminuido. Roderick Dobson en "Las aves de las islas del canal" dijo que los frailecillos habían sido abundantes para más de un siglo. Las Aves de Guernsey (1878) por Cecil Smith afirma igualmente. Los frailecillos han tenido que competir con las gaviotas, y en 1949, cientos murieron por la infestación del ácaro rojo de las gallinas. Los orificios de conejo en la isla hacen buen anidamiento para ellos.
Entre las plantas identificadas aquí están la Spergula, Myosotis, Anagallis arvensis,  field bugloss, helecho Pteridium y Lamium. E.D. Marquand observó 18 especies de plantas en la isla en 1909, pero a finales del siglo XX, Frances Le Sueur y David McClintock encontraron 45, que escribieron en las Transacciones de La Société Guernesiaise.